# Белявская, Ирина Михайловна
Ири́на Миха́йловна Беля́вская (в девичестве Тышке́вич; 26 апреля [9 мая] 1913, Хойники, Речицкий уезд, Минская губерния, Российская империя — 16 мая 1975, Москва, СССР) — советский историк.

## Биография
Ирина Михайловна Белявская родилась 26 апреля (9 мая) в местечке Хойники Речицкого уезда Минской губернии в семье бухгалтера. Среднюю школу она закончила в Гомеле, а в 1928 году с переехала с семьёй в Ленинград, где поступила в педагогический техникум. В 1931 году, по окончании техникума, будущий историк была направлена на работу в Москву, в польскую школу. Там она преподавала обществоведение. В 1934 году Белявская поступила на исторический факультет МГУ. Она специализировалась по новой истории, написала дипломную работу об австро-прусско-польских отношениях под руководством Ф. А. Ротштейна. В 1939 году, после того как на факультете была создана кафедра истории южных и западных славян, Белявская стала её первой аспиранткой. В годы Великой Отечественной войны, в 1941—1944 годах, она работала преподавателем истории в средней школе Медногорска Чкаловской области. В 1944 она вернулась в Москву и стала работать на кафедре истории славян в должности старшего преподавателя.
За годы работы на кафедре Белявская прошла путь от преподавателя до ведущего профессора. Первые годы преподавания для неё были сопряжены с трудностями: не существовало учебников по славянской истории и программ преподавания, некому было обучать студентов славянским языкам, поэтому Белявская несколько лет сама учила своих студентов польскому языку. В 1950 году она защитила кандидатскую диссертацию на тему: «А. И. Герцен и польское национально-освободительное движение 60-х годов XIX в.». В 1951 году Белявскую утвердили в учёном звании доцента, а в 1972 году — в звании профессора. В годы преподавания на факультете историк несколько раз избиралась в состав партбюро факультета, была его секретарём, парторгом кафедры, заместителем декана, руководила методологическим семинаром. Всего Белявская подготовила более 120 специалистов по истории Польши, из которых 14 защитили кандидатские диссертации под её руководством. В Гомельском государственном университете имени Ф. Скорины находится её мемориальная библиотека.
Была замужем за историком Михаилом Тимофеевичем Белявским (1913—1989).
Похоронена на Химкинском кладбище.